# 蜂須賀綱通
蜂須賀 綱通（はちすか つなみち）は、阿波国徳島藩の第4代藩主。

## 生涯

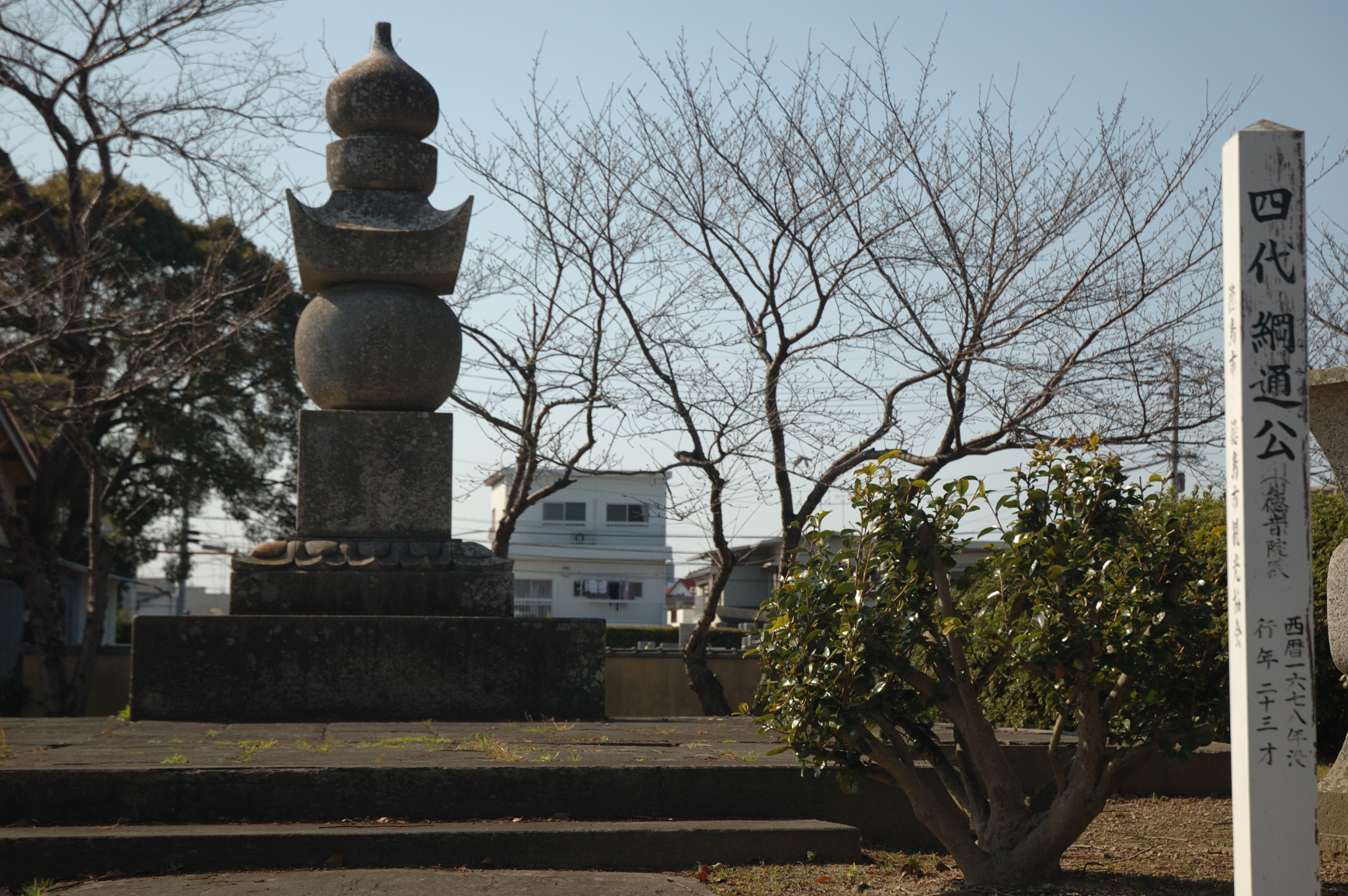
興源寺の墓所（徳島県徳島市下助任町）

3代藩主蜂須賀光隆の長男。幼名は千松丸、初名は正能（まさよし）。
寛文2年（1662年）、7歳の時に将軍家初見。当時の第4代将軍徳川家綱の偏諱を受けて綱通と改名。寛文6年（1666年）、父の死去に伴い、11歳で徳島藩4代藩主となる。
- 若年のため、叔父の蜂須賀隆重の補佐を受ける。（寛文6年（1666年） - 寛文12年（1672年）9月28日）

綱通は、寛文12年（1672年）に徳島城の防御と物資輸送の便のために旧吉野川と別宮川（現吉野川）をつなぐ水路を開削して、現在の吉野川や吉野川第十堰のもとになったことで知られている。
延宝5年（1677年）、若狭小浜藩主酒井忠直の下から堀田正信を預かった。
- 堀田は佐倉藩第2代藩主であったが、所領没収・配流の身。
- 延宝8年（1680年）、堀田が第4代将軍・徳川家綱の死に際して自害の殉死。徳島藩は責任を負って藩主閉門となる。

延宝6年（1678年）、23歳で死去。戒名は徳音院霊海文瑛。
子がなかったため、後継の藩主には従弟（叔父・蜂須賀隆矩の長男で第2代藩主蜂須賀忠英の孫）にあたる蜂須賀綱矩が就任した。
墓所は徳島県徳島市助任の興源寺。

## 官職位階
- 1666年（寛文6年）7月25日、阿波蜂須賀家の家督相続。
- 1670年（寛文10年）12月18日、従四位下に叙位。侍従に任官。阿波守を兼任。

## 系譜
- 父：蜂須賀光隆（1630年 - 1666年）
- 母：金姫 - 小笠原長次の娘
- 正室：嶺松院 - 松姫、榊原政房の長女
- 養子
  - 男子：蜂須賀綱矩（1661年 - 1730年） - 蜂須賀隆矩の長男
  - 女子：賀島重郷正室 - 水野成之の娘